# Equipo Paralímpico de Atletas Refugiados en los Juegos Paralímpicos de París 2024
El Equipo Paralímpico de Atletas Refugiados es uno de los participantes en los Juegos Paralímpicos de París 2024 a disputarse del 28 de agosto al 2 de septiembre de 2024. Tras su primera aparición en los Paralímpicos de 2016 como equipo independiente que contó con solo dos atletas, regresó en los Paralímpicos de 2020 con su denominación actual.

## Atletas
La delegación cuenta con ocho atletas y un corredor guía, todos refugiados o en condición de asilo que representan a los más de 120 millones de personas que se vieron forzadas a abandonar sus países. La delegación fue conformada el 9 de julio de 2024 en conjunto con el CPI y el ACNUR.
| Atleta                    | País de origen | País de residencia | Deporte                    | Evento                            |
| ------------------------- | -------------- | ------------------ | -------------------------- | --------------------------------- |
| Guillaume Junior Atangana | Camerún        | Reino Unido        | Atletismo                  | 400 m T11 masculino               |
| Guillaume Junior Atangana | Camerún        | Reino Unido        | Atletismo                  | 100 m T11 masculino               |
| Salman Abbariki           | Irán           | Alemania           | Atletismo                  | Lanzamiento de peso F34 masculino |
| Sayed Amir Hossein Pour   | Irán           | Alemania           | Tenis de mesa              | Individual MS8 masculino          |
| Hadi Hassanzada           | Afganistán     | Austria            | Taekwondo                  | –80 kg K44 masculino              |
| Zakia Khudadadi           | Afganistán     | Francia            | Taekwondo                  | –47 kg K44 femenino               |
| Hadi Darvish              | Irán           | Alemania           | Levantamiento de potencia  | –80 kg masculino                  |
| Ibrahim Al Hussein        | Siria          | Grecia             | Triatlón                   | PTS3 masculino                    |
| Amelio Castro Grueso      | Colombia       | Italia             | Esgrima en silla de ruedas | Sable categoría B masculino       |
| Amelio Castro Grueso      | Colombia       | Italia             | Esgrima en silla de ruedas | Espada categoría B masculino      |

- Guillaume Junior Atangana, quien tiene problemas de visión, viaja con el guía refugiado Donard Ndim Nyamjua. Khudadadi, Atangana, Hussein y Abbariki ya han participado anteriormente en los Paralímpicos.

## Medallistas
El equipo paralímpico de refugiados ha obtenido las siguientes medallas:
| Nombre                    | Deporte   | Evento              |
| ------------------------- | --------- | ------------------- |
| Bronce                    |           |                     |
| Zakia Khudadadi           | Taekwondo | -47 kg K44 femenino |
| Guillaume Junior Atangana | Atletismo | 400 m T11 masculino |